# 元服
元服（げんぶく、げんぷく）とは、奈良時代以降の日本で男子の成人を示すものとして行われた儀式。通過儀礼の一つである。
元服の風習は時代、地方、階級によって大きく異なる。堂上家以上の公家は冠、武家やそれ以下の身分では冠の代わりに烏帽子を着用した。中世以降は混同されて烏帽子を用いても加冠といい、近世には烏帽子も省略されて月代を剃るだけで済ませた。
「元」は首（＝頭）、「服」は着用を表し、「頭に冠をつける」という意味。加冠とも初冠（ういこうぶり）とも言われる。
女子の成人の儀式としては、公家で行われた裳着などがあった。

## 男性の元服
おおよそ数え年で12 - 16歳の男子が（諸説あり）式において、氏神の社前で大人の服に改め、総角（角髪、みずら）と呼ばれる子供の髪型を改めて大人の髪（冠下の髻、かんむりしたのもとどり）を結い、冠親により冠をつける。これを加冠と呼ぶ。元服以前は装束の袍は闕腋であるが、元服後は縫腋を着る。
元服の儀において、烏帽子を被せる役を「加冠」と呼んだ他、童髪から成人用の髪に結い直す役を「理髪」、髪上げ道具及び切り落とした髪を収納するための箱を取り扱う役を「打乱（うちみだり）」、櫛で髪を整えるために用いる湯水を入れる器である泔坏を扱う役を「泔坏（ゆするつき）」と称した。武家においては加冠の人を烏帽子親、元服する人を烏帽子子ともいった
。
公家や平氏系の武家では厚化粧、引眉にお歯黒も付け、源氏系は付けない場合が多かった。烏帽子は、平安以降、次第に庶民にも普及し、鎌倉から室町前半にかけては被り物がないのを恥とする習慣が生まれた。烏帽子をかぶらないのは僧侶と貧民、流浪人の類だけであったという。戦国時代から武家を中心に髷姿が主流となり、江戸時代にかけて、公家を除き、武家や庶民の間では元服の時に烏帽子をつけず、前髪を剃って月代にすることだけで済ますようになった。
多くの場合はそれまでの幼名を廃して改名を行う。公家・武家では諱を新たに付ける。同輩や上級者が烏帽子親である場合は、その偏諱を受けることも多かった。
元服をする年齢は幅があり、一般的には数え年15 - 21歳ぐらいであり、宮中では数え年12 - 18歳ぐらいであったとされるが、実年齢は地方によっても大きく異なり、都、商都、村落共同体（農村、漁村など）によってまちまちであった。また一族始祖の元服年齢に合わせた氏族もあった。
一方、政略結婚や家政の都合などから、数え年6から7歳などの若い例や、逆に極端に遅くなることもある。文禄2年（1593年）生まれの豊臣秀頼は慶長2年（1597年）に元服を行っており、数え年で5歳であった。応安5年（1372年）生まれの伏見宮貞成親王は応永18年（1411年）、数え年41歳に至って元服するなどきわめて遅い例もある。
後述するように、元服後に授爵や叙位任官が行われるなど、元服には公的な意味もあった。
明治維新以降は公的な制度としての元服は廃れ、一部で私的に行われるのみになった。

### 天皇・皇族
天皇の元服は概ね数え年11から15歳、皇太子は11から17歳、それ以外の親王もこれに準じた。
また後一条天皇の元服を藤原道長が行ったことを嘉例とし、天皇の元服においては太政大臣が加冠を行うという考え方があり、堀河天皇・中御門天皇・光格天皇などの元服にあたっては太政大臣が任官されている。

### 公家
平安時代の公家は一般的には元服後に定例の叙位によって叙爵（最初の位階を授けられること）が行われたが、天皇の子や猶子である皇親・賜姓源氏・摂家の子弟などでは元服と同時に叙爵が行われるようになり、儀式も内裏で行われる公的なものとして扱われるようになった。摂家においてこの儀礼が成立するのは藤原基経の嫡子藤原時平の元服であり、定着するのは藤原実頼の子の元服以降である。また10世紀後半以降には、定例の叙位で叙爵を受けることが困難になってきた大納言や四位クラスの子弟に対しては元服前に叙爵が行われるようになった。11世紀に入ると摂関子弟ではない貴族の子でも元服同時叙爵の例が見られるようになったが、それでも藤原道長と近しい関係にある者に限られるなど、範囲は限定されていた。一部の有力な公家の子弟では、元服前に昇殿を許され宮中行事に参加する童殿上が行われることもあった。

### 武家
武家の元服においては烏帽子親は特に重要視され、主君や一族中の上級者、有力者が行うことが多かった。
室町将軍家では元服儀礼は細川氏・山名氏・今川氏といった足利氏・新田氏系の有力氏族によって行われた。足利義満の子足利義嗣の元服は内裏で行われ、親王の元服に準じたものとなった。また理髪を万里小路家や日野家などの公家が行うことも例となった。
江戸時代、上級大名嫡子の元服は将軍の御前で行われ、老中から将軍の一字を書いた折紙が下され、叙位任官されるとともに盃・刀を拝領するというものであった。また将軍家の嫡子は元服後直ちに従三位大納言に任官するなど、摂家をも上回る家格であることが示された。また徳川家綱の元服にあたっては東福門院、徳川家継の元服にあたっては中御門天皇から烏帽子が贈られているが、それ以外では将軍家が直接高倉家等に依頼して用立てしている。

### 民間
元服の儀そのものはまた、室町時代以降は民間にも普及した。

## 女性の元服（裳着）
数え年で12 - 16歳ごろに成人となる儀式として女性も元服に相当する儀式があった。なお、結婚と同時にこの儀式も執り行う事も多かったと考えられる。
平安時代から戦国時代頃までは、概ね初潮を迎えた女性は裳着（もぎ）を着て成人の証とし、概ね結婚が許可される証となっていた。なお、初期には裳着が無く、髪上げの儀式だけだったと言われる。
女子に裳を着せる役は「腰結」（こしゆい）と呼び、貴人、あるいは一族の長老などの男性が務めた。吉日の日取りにて、裳着の腰紐を結び、髪上げをし、「鉄漿親」（かねおや）が立ち会い、女子は初めてお歯黒を付け、眉を剃り、厚化粧をして殿上眉を描くことが許された（引眉）。
裳着以降は、小袖は白を、袴は緋を着た（現代に見られる巫女装束に似る）。鉄漿親は一族の目上の女性（伯叔母など）や親しい年配の女性が執り行ったが、年代が下るにつれ結婚と同時の儀式となったため、仲人が鉄漿親を兼ねることも多かった。

### 江戸時代以降
江戸時代以降は、衣装の変化により着物を着る事が多くなり、振袖を留袖にする袖留めの儀式も多くなった。また、制度的にも女子も元服と称されるようになり、武家と庶民において女性の成人儀礼となった。
実施年齢は階級により幅があり、武家の女子は13歳または初潮後に髪結いの儀式を行った。一方、その他の階級では18 - 20歳頃に引き上げられる事が多くなり、殆どが結婚と同時に執り行われた。あるいは未婚でも18 - 20歳くらいで行った。また、庶民の間では、幼い女子が引眉の真似事をする事も流行した。
女性で元服という場合は、地味な着物を着て、日本髪の髪形を丸髷、両輪、又は先笄に替え、元服前より更に厚化粧になり、鉄漿親（かねおや）によりお歯黒を付けてもらい、引眉する。
お歯黒を付けるが引眉しない場合は半元服と呼ばれた。半元服の習慣は現在でも祇園の舞妓、嶋原の太夫等、一部の花街に残る。
これに対して、（結婚後）初懐妊あるいは初産の後に、お歯黒と引眉をして執り行うものは本元服と呼ばれた。

## 現代に存続・再現されている元服儀式
- 岐阜県旧徳山村住民が集団移転した本巣市文殊集落では、中学3年生を対象に毎年1月に元服式が行われる。
- 滋賀県近江八幡市の祭り「左義長」では、17歳の男子を「元服若衆」と呼び、左義長に火をつける役目を命じられるが、火のついた藁苞を持った元服若衆が左義長に近づくのを他の若衆が邪魔をすることで試練を与える。儀式は左義長に火がつくまで続けられる[17]。
- 武蔵御嶽神社（東京都青梅市）では中学校を卒業する男女を対象に、武家の古式を再現した元服式を2017年3月に行い、2018年にも予定している[18]。
- 青森県、栃木県、石川県、愛媛県、宮崎県、熊本県や、その他一部の地域にある中学校は中学2年または3年になると学校行事として「立志式」（りっししき）、「立春式」（りっしゅんしき）、「少年式」（しょうねんしき）、「元服式」（げんぷくしき）を行なっている。

## その他
飛鳥時代に大宝律令で21歳以上60歳以下を正丁としたが、これは元服の年齢に直接影響するものではない。
上述の通り、明治時代以降は元服の習慣は廃れ、明治29年の民法で満20歳を以て一律に成人とされるようになった。
明治6年の徴兵令により男子に満20歳で徴兵検査が行われるようになった。徴兵検査やその後の兵役は男子が成人するの通過儀礼のように扱われた。
令和4年施行の改正民法では、成人年齢は満18歳に変更された。